# Freepsumer Kirche

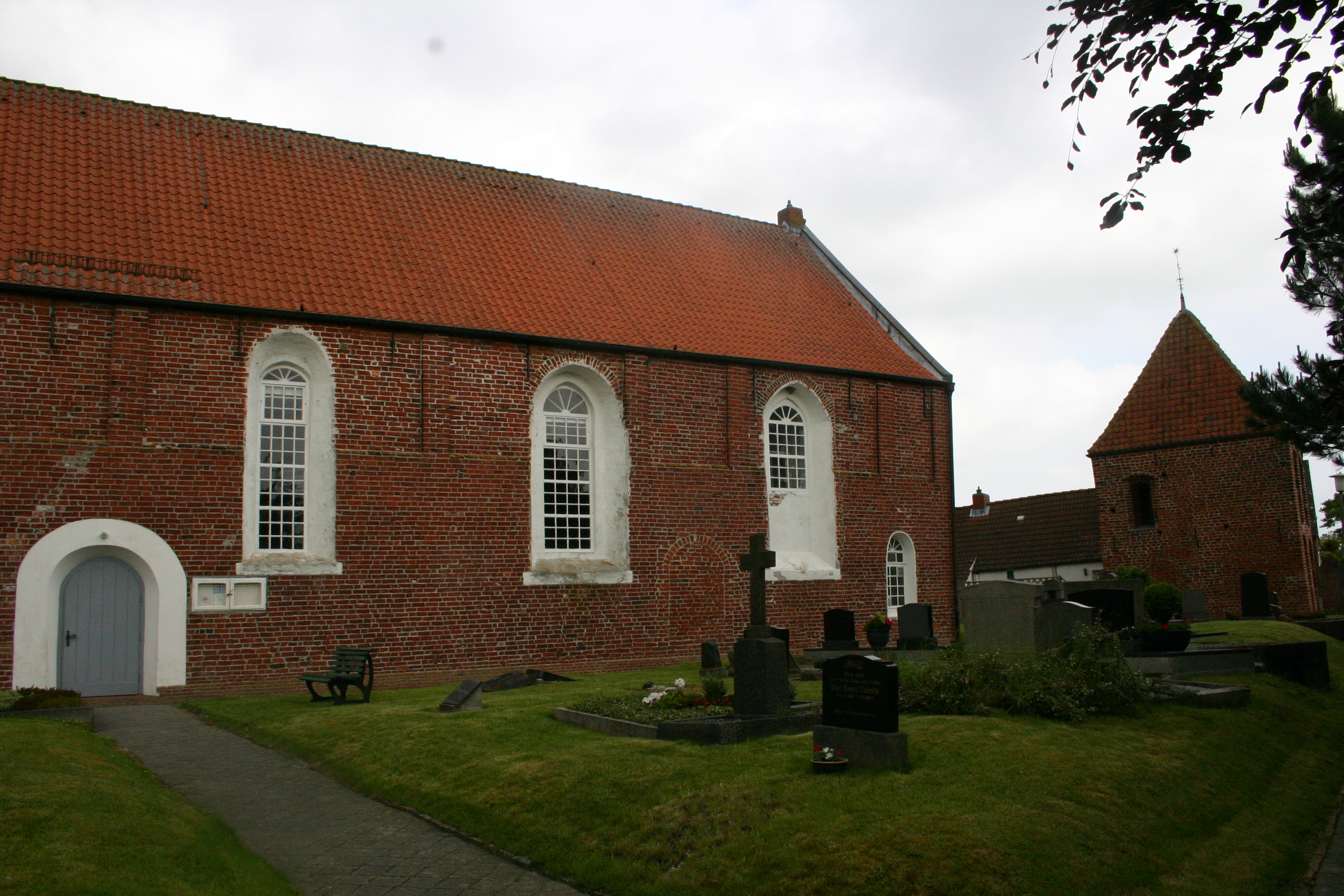
Freepsumer Kirche

Die evangelisch-reformierte Freepsumer Kirche liegt im ostfriesischen Ort Freepsum, in der Krummhörn. Das heutige Gotteshaus geht in seiner Bausubstanz auf die zweite Hälfte des 13. Jahrhunderts zurück.

## Geschichte
Das Warftendorf Freepsum wird urkundlich erstmals um das Jahr 1000 unter dem Namen Fresbachteshem erwähnt. Um 1260 errichteten die Bewohner auf dem höchsten Punkt der Warft das heutige Gotteshaus. Im Laufe der Jahrhunderte erfuhr das Gebäude viele bauliche Veränderungen. So wurden die Portale verlegt und die alten zugemauert und die kleinen, ursprünglichen Rundbogenfenster an der Südseite wurden durch große Fensteröffnungen ersetzt, die mehr Licht ins Innere der Kirche lassen. Die ursprüngliche Form der Fenster ist noch an der Nordseite der Kirche erkennbar.
Bis zum 31. Dezember 2010 bildeten Freepsum und das benachbarte Groß-Midlum eine Kirchengemeinde, die dann geteilt wurde. Freepsum wurde mit den Gemeinden Canum und Woltzeten unter einem Pfarramt vereinigt und Groß-Midlum wurde mit den Gemeinden Hinte und Westerhusen unter einem Pfarramt vereinigt. Sie alle zählen zur Evangelisch-reformierten Kirche.

## Beschreibung

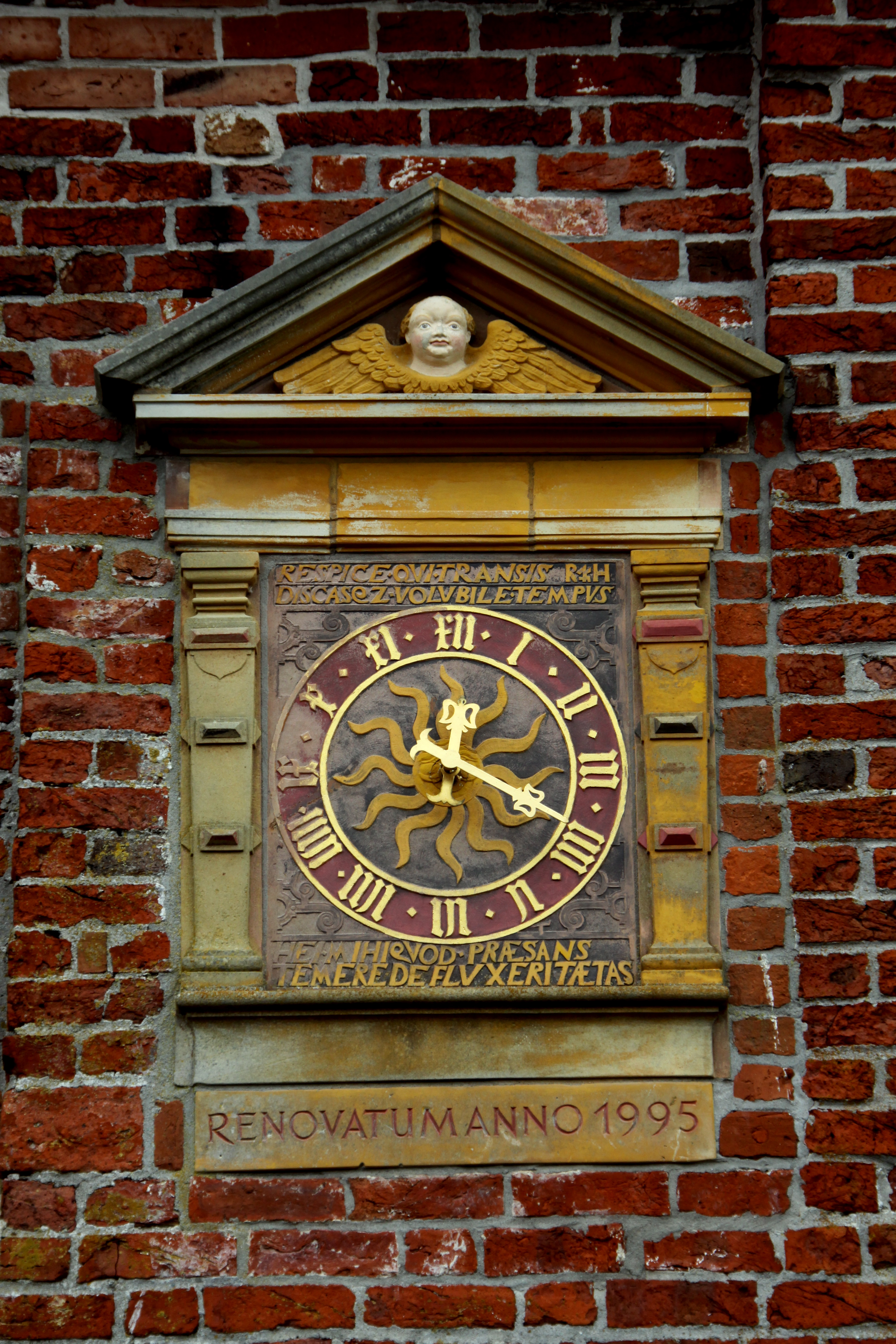
Uhr an der Südwand

Das Gebäude wurde als schlichte Rechteckeinraumkirche aus Backstein im Stil der Romanik errichtet. Sie weist eine Länge von 25,1 m und eine Breite von 8,2 m auf. Die Außenwände werden im oberen Teil durch zwischen den Fenstern angebrachte Lisenen gegliedert. Im Norden blieben die Fenster in ihrer ursprünglichen Form erhalten, im Süden wurden sie erweitert. In der Südwand ist ein Hagioskop erhalten, das zeitweise vermauert war. Am östlichen Ende der Nordwand befand sich ein Portal, das heute vermauert ist. Möglicherweise befand sich am westlichen Ende ein weiteres. Dies ist heute jedoch nicht mehr feststellbar, da dort das Mauerwerk zusammen mit dem Westgiebel in großen Teilen erneuert wurde. Die Ostwand ist durch zwei spitzbogige Fenster mit darüber liegenden Rundfenstern, so genannten Ochsenaugen gegliedert. Der Innenraum war ursprünglich flach gedeckt. Heute ist er nach oben mit einem hölzernen Tonnengewölbe abgeschlossen. An den beiden Langwänden zieht sich dicht unter der Sohlbankhöhe der Fenster ein Mauerrücksprung entlang, der an der Ostwand etwas höher liegt. Neben der Kirche steht ein geschlossener Glockenturm aus dem 16. Jahrhundert mit sieben Schallöffnungen.

## Ausstattung
Die Uhr an der Südwand unter dem Engelskopf wurde vermutlich um 1600 angebracht. Das Zifferblatt befindet sich zwischen farbig verzierten Säulen mit römischen Zahlen und in der Mitte der Zeiger, umgeben von einer strahlenden Sonne. Über und unter dem Zifferblatt steht jeweils ein zweizeiliger lateinischer Vers. Oben steht: „Respice qui transis discasqz volubile tempus“ (übersetzt: „Schaue zurück, der du vorübergehst, und mögest du die sich drehende Zeit kennenlernen“). Unten ist zu lesen: „Hei mihi quod praesans temere defluxerit aetas“ (übersetzt: „Wehe mir, wenn die gegenwärtige Zeit planlos dahinfließt“). Im Jahre 1995 wurde die Uhr grundlegend renoviert.
Die Innenausstattung der Kirche ist sehr schlicht gehalten. Zu nennen sind hier vor allem ein Abendmahlstisch aus dem Jahre 1625, der Abendmahlskelch von 1638, mehrere Priechen sowie einige Grabplatten aus dem 16. und 17. Jahrhundert.
Die einmanualige Orgel wurde 1836–1839 von Wilhelm Caspar Joseph Höffgen mit acht Registern und angehängtem Pedal erbaut. Das Instrument ist nahezu vollständig erhalten und wurde 2018–2021 durch Gebr. Hillebrand grundlegend restauriert.